# Heriaeus numidicus
Heriaeus numidicus is een spinnensoort in de taxonomische indeling van de krabspinnen (Thomisidae).
Het dier behoort tot het geslacht Heriaeus. De wetenschappelijke naam van de soort werd voor het eerst geldig gepubliceerd in 1983 door Loerbroks.